# Emancipatiewet

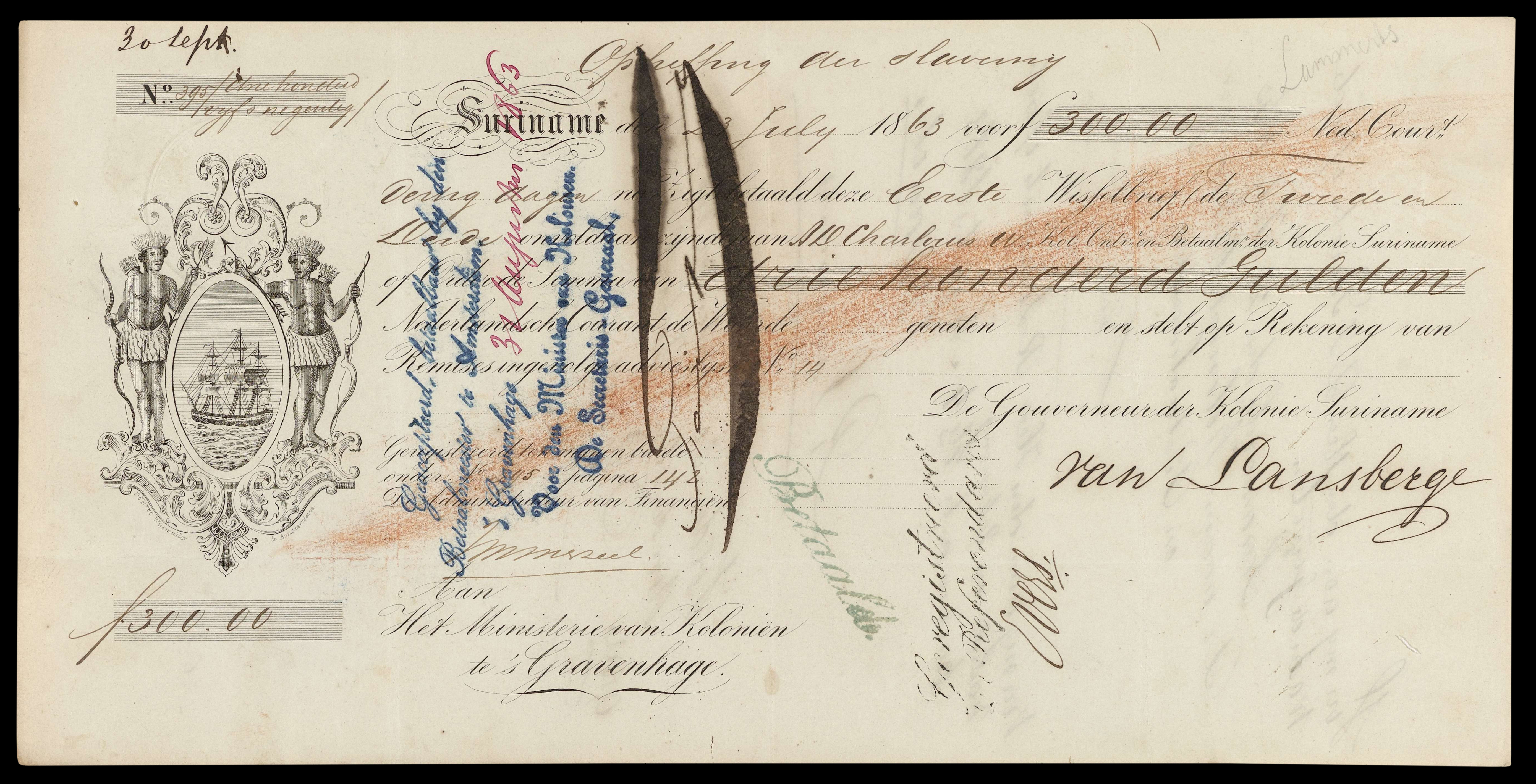
Wisselbrief ‘Opheffing der slavernij’ ter compensatie van een slaaf in Suriname ter waarde van 300 gulden

De Emancipatiewet (Wetten ter opheffing der slavernij in Suriname en de eilanden Curaçao, Bonaire, Aruba, St. Eustatius, Saba en St. Martin (Nederl. ged.)) was een Nederlandse wet die per 1 juli 1863 de slavernij afschafte in de kolonie Suriname en de kolonie Curaçao en Onderhorigheden. Tot de laatste behoorden de zes eilanden Aruba, Bonaire, Curaçao, Sint Eustatius, Sint Maarten en Saba.

## De Emancipatiewet in Suriname en op de eilanden
Op 8 augustus 1862 werd de wet officieel ondertekend en op 22 augustus (in Curaçao en onderhorigheden) en 26 augustus 1862 (in Suriname) in het Staatsblad gepubliceerd. Op 24 september van dat jaar werd ze vervolgens afgekondigd in het Publicatie-blad van Curaçao en Onderhorigheden en op 3 oktober met een resolutie in het gouvernementsblad van de kolonie Suriname De wet ging in op 1 juli 1863. Een reden hiervoor was dat er in juli in Suriname niet op de plantages gewerkt werd omwille van de regentijd. Men had voorzien dat de voormalige slaven eerst van hun verkregen vrijheid zouden genieten en niet op het werk zouden verschijnen.

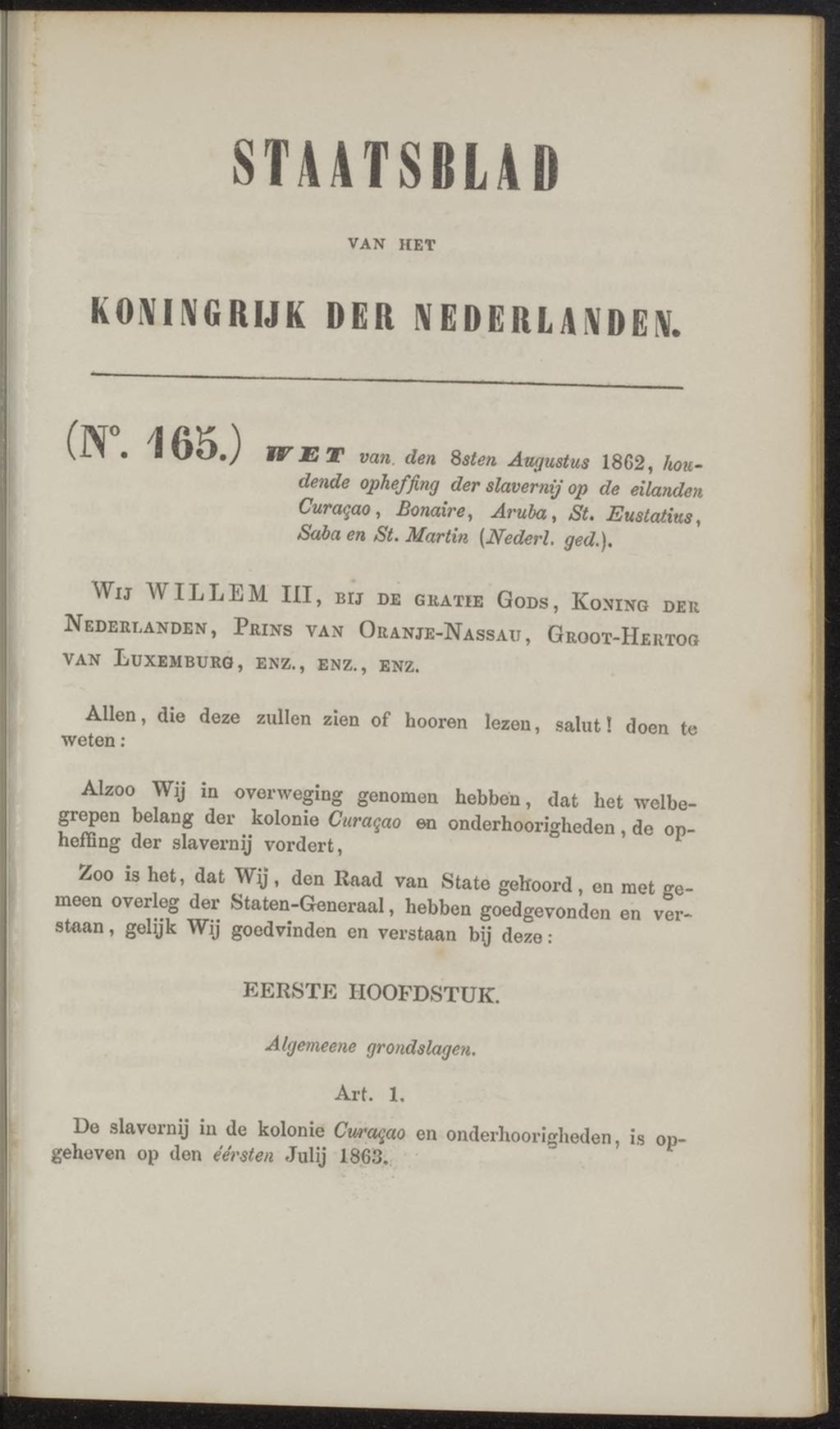
Eerste pagina Staatsblad 165 met afkondiging "Wet van den 8sten Augustus 1862, houdende opheffing der slavernij op de eilanden Curaçao, Bonaire, Aruba, St. Eustatius, Saba en St. Martin (Nederl. ged.)"

## Staatstoezicht in Suriname
Slavenhouders werden per slaaf vergoed. In Suriname kregen ze per slaaf 300 gulden, op Curaçao, Bonaire, Aruba en St. Eustatius en Saba 200 gulden en op Sint Maarten 100 gulden. Dit werd geregeld via de compensatiedossiers. De door de emancipatiewet vrijgemaakte slaven in Suriname tussen de 15 en 60 jaar werden verplicht een arbeidsovereenkomst af te sluiten om hun werk nog tien jaar op basis van jaarcontracten te blijven doen. Dit staat bekend als de periode van staatstoezicht.

## 1 juli 1863
Op de dag van de vankrachtwording, waren het paleis van de gouverneur, andere publieke gebouwen en de schepen in de haven van Paramaribo, de hoofdstad van Suriname, met vlaggen versierd. Om zes uur 's morgens kondigden kanonschoten vanuit Fort Zeelandia in Suriname, Fort Amsterdam op Curaçao en Fort Oranje op Sint Eustatius het einde van de slavernij aan. Grote menigten verzamelden zich op de pleinen voor de forten en de kerken hielden dankdiensten.

## Herdenking en viering
De dag wordt in Suriname jaarlijks onder de naam Ketikoti ("Ketenen Gebroken") gevierd. Op Sint Eustatius, Sint Maarten en Saba viert men de dag onder de naam Emancipatiedag. Op Curaçao wordt in plaats daarvan de Dia di lucha pa libertat ("Dag van de vrijheidsstrijd") gevierd op 17 augustus, het begin van de Curaçaose slavenopstand van 1795. In Nederland wordt in steeds meer steden Ketikoti herdacht en gevierd en gaan er stemmen op om van Ketikoti een algemeen erkende (nationale) feestdag te maken. Op Sint Eustatius is 1 juli met ingang van het jaar 2022 een algemeen erkende feestdag.